# O Velho e o Mar
O Velho e o Mar (The Old Man and the Sea, no original em inglês) é uma novela de Ernest Hemingway, escrita em Cuba, em 1951, e publicada em 1952.
Foi a última grande obra de ficção de Hemingway a ser publicada ainda durante a sua vida, sendo uma das suas obras mais famosas. A atmosfera local e sua paixão pela pesca no mar do Caribe serviram de inspiração para o livro, que se tornou um de seus melhores trabalhos. A relação de Hemingway com os pescadores locais e suas experiências pessoais no mar influenciaram profundamente a narrativa, refletindo a luta humana pela sobrevivência e a conexão íntima entre o homem e a natureza.
Conta a história de um velho pescador que luta com um gigante Marlim em alto mar por entre a Corrente do Golfo. Apesar de ter sido alvo de apreciações muito divergentes por parte da crítica, é uma obra que permanece uma referência entre os livros de Hemingway, tendo reafirmado a importância do autor em tempo de o qualificar para o Prêmio Nobel de Literatura de 1954.

## Enredo
Santiago possui um jovem amigo, chamado Manolin, que o incentiva a pescar. Na manhã do 85º dia, na sua pequena canoa, Santiago consegue um peixe, de tamanho descomunal (aproximadamente cinco metros de comprimento e 700 kg).
O peixe oferece muita resistência, e arrasta a canoa de Santiago cada vez mais para alto mar. Santiago sofre com o sol cegante e abre feridas nas mãos e nas costas, de tanto lutar com o peixe.
Depois de alguns dias, Santiago consegue finalmente matar o peixe e amarrá-lo à sua canoa. Porém, enquanto retornava a costa, sofre constantes ataques de tubarões.
Quando finalmente consegue chegar à praia, o peixe já estava sem carne, só restava a sua espinha, e Santiago estava sem forças. Os outros pescadores, vendo o tamanho do peixe, o maior que alguém já havia pescado, respeitam e ajudam-no, especialmente o jovem Manolin, que gostava muito do velho.

## Adaptação ao cinema
•	O Velho e o Mar, filme de 1958 com Spencer Tracy, dirigido por John Sturges com roteiro de Peter Viertel.
•	The Old Man and the Sea, animação dirigida e escrita em 1999 por Alexander Petrov.